# 2023 en football
Cet article présente les faits marquants de l'année 2023 en football.

## Principales compétitions
- Ligue des champions de l'AFC 2022 (du 8 mars 2022 au 6 mai 2023)
- Ligue des champions de l'UEFA (du 21 juin 2022 au 10 juin 2023)
- Ligue Europa Conférence (du 7 juillet 2022 au 7 juin 2023)
- Ligue des champions féminine de l'UEFA (du 27 juillet 2022 au 3 juin 2023)
- Ligue Europa (du 4 août 2022 au 31 mai 2023)
- Premier League (du 6 août 2022 au 28 mai 2023)
- Ligue des champions de la CAF (du 9 septembre 2022 au 11 juin 2023)
- Coupe de la confédération (du 9 septembre 2022 au 3 juin 2023)
- Championnat d'Afrique des nations de football (du 13 janvier au 4 février 2023)
- Copa Libertadores (du 7 février au 11 novembre 2023)
- Ligue des champions de l'OFC (du 11 février au 27 mai 2023)
- Ligue des champions de la CONCACAF (du 7 mars au 4 juin 2023)
- Copa Sudamericana (du 7 mars au 28 octobre 2023)
- Gold Cup (du 24 juin au 16 juillet 2023)
- Coupe du monde féminine (du 20 juillet au 20 août 2023)

## Chronologie mensuelle

### Janvier
- 1er janvier : 17e journée de Ligue 1, le RC Lens inflige la première défaite de la saison en championnat au Paris Saint-Germain en l'emportant au Stade Félix Bollaert sur le score 3 à 1. Cette victoire permet au club lensois de revenir à quatre points du club parisien, leader du classement[1].
- 7 janvier : 
  - Didier Deschamps prolonge son contrat avec l'équipe de France jusqu'en 2026[2].
  - Le club amateur du FCO Strasbourg Koenigshoffen qui évolue en Régional 1 soit la sixième division française créé l'exploit des 32e de finale de la Coupe de France en éliminant le club de Ligue 1 du  Clermont Foot  (0-0, 4 tirs au but à 5)[3].
- 9 janvier :
  - L'Espagnol Roberto Martínez est nommé sélectionneur du Portugal en lieux et place de Fernando Santos[4].
  - Le capitaine de l'Équipe de France Hugo Lloris, annonce à 36 ans prendre sa retraite internationale après 145 sélections (un record) et une histoire de 14 ans en bleu avec laquelle il remporte notamment un titre de Champion du monde en 2018 et une Ligue des Nations en 2021[5].
- 11 janvier : Noël Le Graët est mis en retrait de la présidence de la FFF jusqu’à la publication de l’audit diligenté par le ministère des sports[6].
- 14 janvier : 20e journée de Premier League, Manchester United s'impose lors du 189e Derby de Manchester en l'emportant sur le score de 2-1 face à l'équipe rivale de Manchester City[7].
- 15 janvier : finale de la Supercoupe d'Espagne au King Fahd Stadium à Riyad, le FC Barcelone remporte le 251e Clásico en s'imposant 3 à 1 face au Real Madrid grâce à des buts de Gavi, Robert Lewandowski et Pedri[8]. Ce résultat permet au club catalan de remporter la Supercoupe pour la 14e fois de son histoire.
- 18 janvier : 35e édition de la Supercoupe d'Italie au King Fahd Stadium à Riyad, l'Inter Milan remporte le 234e Derby de la Madonnina en s'imposant 3 à 0 face a l'AC Milan grâce à des buts de Federico Dimarco, Edin Džeko et Lautaro Martinez[9]. L'Inter Milan remporte ainsi la Supercoupe pour la 7e fois de son histoire.
- 24 janvier : quelques semaines après sont limogeage de la sélection portugaise Fernando Santos retrouve un poste en étant nommé a la tête de la sélection polonaise[10].

### Février
- 4 février : le Sénégal s'impose en finale du Championnat d'Afrique des nations aux tirs au but (0-0 / 5-4 t. a. b.) face à l'Algérie. Les sénégalais remportent pour la première fois cette compétition[11].
- 8 février : 
  - La Fédération de Belgique de football nomme l'italo-allemand Domenico Tedesco comme nouveau sélectionneur de l'équipe de Belgique[12].
  - l'Olympique de Marseille élimine le Paris Saint-Germain en huitième de finale de la Coupe de France 2 buts à 1 à l'Orange Vélodrome. Cette victoire met fin à 11 années sans succès à domicile face au rival parisien[13].
- 11 février : finale de la Coupe du monde des clubs au Complexe sportif Moulay-Abdallah à Rabat, le Real Madrid s'impose 5 à 3 face au club saoudien d'Al-Hilal FC. Le Real Madrid remporte ainsi la compétition pour la 5e fois de son histoire[14].
- 14 février :  8e de finale aller de la Ligue des champions, le Bayern Munich s'impose au Parc des Princes sur le score 1-0 face au Paris Saint-Germain, ce qui donne une petite option aux Allemands avant le match retour. Lors de la même soirée, le Milan AC parvient lui aussi à l'emporter 1-0 en battant respectivement les Anglais de Tottenham.
- 21 février : l'équipe de France féminine remporte la 3e édition du Tournoi de France en terminant première du classement avec 2 victoires et 1 match nul.
- 26 février : 
  - Finale de la Coupe de la Ligue anglaise au Stade de Wembley, Manchester United remporte  sa 6e coupe en battant en finale Newcastle United sur le score de 2-0[15].
  - Le Celtic Glasgow remporte la 77e édition de la Coupe de la Ligue d'Écosse en l'emportant en finale (2-1) lors du 433e Old Firm disputé face au Glasgow Rangers.
- 27 février :  7e édition The Best FIFA Awards à la Salle Pleyel à Paris. Les lauréats de cette cérémonie sont Lionel Messi et Alexia Putellas dans la catégorie joueurs, Emiliano Martínez et Mary Earps dans la catégorie gardiens de but, ainsi que Lionel Scaloni et Sarina Wiegman dans la catégorie entraîneurs.
- 28 février : Mise en cause par un audit soulignant son comportement sexiste Noël Le Graët  démissionne de son poste de président de la Fédération Française de Football.

### Mars
- 4 mars : 26e journée de Ligue 1, Kylian Mbappé devient meilleur buteur de l’histoire du Paris Saint-Germain contre le FC Nantes (4-2) avec un total de 201 buts.
- 5 mars : 26e journée de Premier League, le Liverpool FC s'impose lors du 211e Derby d'Angleterre en humiliant l'équipe rival de Manchester United sur le score fleuve de 7 à 0.
- 8 mars : 8e de finale retour de la Ligue des champions, Le Paris Saint-Germain est a nouveau battu par le Bayern Munich cette fois sur le score de 2-0 et se fait éliminer de la coupe d'Europe (3-0 sur l'ensemble des deux matchs).
- 9 mars : le comité exécutif de FFF décide de limoger Corinne Diacre de son poste de sélectionneuse de l'équipe de France féminine de football . Notamment après le départ de plusieurs  joueuses de la sélection française du a plusieurs polémiques et un management controversé[16].
- 11 mars : 
  - La fédération équatorienne nome l'espagnol Félix Sánchez Bas comme nouveau sélectionneur de l'Équateur[17].
  - le Sénégal s'impose en finale de la Coupe d'Afrique des nations de football des moins de 20 ans sur le score de 2-0 face à la Gambie. Les Sénégalais remportent pour la première fois cette compétition.
- 30 mars : La Fédération française de football nomme Hervé Renard comme nouveau sélectionneur de l'Équipe de France féminine.

### Avril
- 2 avril : Bolton gagne au Wembley Stadium  l'EFL Trophy après une victoire 4 à 0 en finale face au Plymouth Argyle Football Club.
- 6 avril : 1re édition de la Finalissima féminine au stade de Wembley en Angleterre, les Anglaises l'ont remportée en battant les Brésiliennes 4-2 lors de la séance de tirs au but, après un match nul 1-1.
- 29 avril : 
  - Au Stade de France les U18 de l'AS Monaco sont sacrés en Coupe Gambardella  grace à une victoire (4-2) en finale face au club du Clermont Foot.
  - Après 66 ans d'attente, le Toulouse FC parvient à décrocher la Coupe de France au Stade de France à Saint-Denis après s'être imposé en finale face au FC Nantes (1-5). Avec ce titre les Toulousains sont qualifiés pour la Phase de groupes de la Ligue Europa 2023-2024.
- Du 29 avril au 19 mai : 14e édition de la Coupe d'Afrique des nations de football des moins de 17 ans en Algérie.
- 30 avril : le Royal Antwerp FC remporte pour la 4e fois la Coupe de Belgique en battant en finale le FC Malinois 2-0 au Stade du Roi Baudouin de Bruxelles. Avec se titre en coupe nationale l'Antwerp réalisé donc un doublé quelques jours après avoir remporté le championnat de Belgique.

### Mai
- 1er mai : la Coupe d'Autriche féminine est remportée au stade Ertl Glas de Amstetten par le SKN Sankt-Pölten grâce à une victoire  en finale sur le score de 7-1 face au FFC Vorderland.
- 6 mai : le Real Madrid remporte pour la 20e fois la  Coupe d'Espagne au stade de la Cartuja de Séville en s'imposant 2-1 face au CA Osasuna[18].

- 7 mai : 34e journée de Scottish Premiership, le Celtic Glasgow est sacré champion d'Écosse pour la 53e fois de l'histoire après s'être imposé sur la pelouse du Heart of Midlothian sur le score de 2 à 0[19].
- 11 mai : Le Chakhtior Salihorsk voit son titre de champion de Biélorussie 2022 retiré pour matchs truqués[20]. Le Chakhtior, l'Energetik-BDU Minsk et le Belchina Babrouïsk sont aussi sanctionnés par des retraits de points[21].
- 13 mai : les Féminines de l'Olympique Lyonnais gagne pour la 10e fois la Coupe de France féminine au Stade de la source d'Orléans après un succès 2-1 face au PSG féminin.
- 14 mai : 
  - 34e journée de LaLiga, le FC Barcelone remporte le 216e Derby barcelonais (4 à 2) disputé sur la pelouse de l'Espagnol Barcelone ce qui leur permet d'être sacrés Champion d'Espagne pour la 27e fois de l'histoire.
  - le Chelsea Football Club Women gagne pour la 5e fois la Coupe d'Angleterre féminine en battant au Wembley Stadium le Manchester United Women Football Club 1-0 grâce à un but de l'australienne Sam Kerr.
- Du 17 mai au 2 juin : 20e édition du Championnat d'Europe de football des moins de 17 ans en Hongrie.
- 19 mai : le Sénégal a remporté la Coupe d'Afrique des nations de football des moins de 17 ans 2023 en battant le Maroc en finale grâce à un score de 2-1.
- 20 mai : 37e journée de Premier League, Manchester City est sacré champion d'Angleterre pour la 9e fois de son histoire grâce à la défaite d'Arsenal deuxième du classement qui s'incline sur la pelouse de Nottingham Forest (1-0)[22].
- 20 mai au 11 juin : 23e édition de la Coupe du monde de football des moins de 20 ans en Argentine
- 21 mai : 21e journée de D1 féminine, l'Olympique Lyonnais féminin est officiellement sacré championne de France pour la 16e fois de son histoire après s'être imposé au Parc des princes sur le score de 1-0 face au PSG féminin deuxième du classement.
- 27 mai : 
  - 37e journée de Ligue 1, le Paris Saint-Germain est sacré champion de France pour la 11e fois après un match nul (1-1) sur la pelouse du Racing Club de Strasbourg[23].
  - Les néo-zélandais du Auckland City Football Club remporte à Port-Vila (Vanuatu) la 22e édition de la Ligue des champions de l'OFC en battant en finale les fidjiens du Suva Football Club (4 à 2 après prolongations).
- 28 mai : l'Olympique de Béja est sacré vainqueur lors de la 66e édition de la coupe de Tunisie en l'emportant en finale au Stade olympique de Radès face l'Espérance de Tunis par 1 but à 0.
- 31 mai : Finale de la Ligue Europa au Stade Ferenc-Puskás à Budapest (Hongrie), Après un match 1-1 au bout de 120 minutes de jeu les espagnols du FC Séville parviennent à remporter la compétition 4 tirs au but à 1 face aux italiens de l'AS Roma. Avec se titre le club sévillan se qualifie pour la Ligue des champions 2023-2024.

### Juin
- 2 juin : l'Allemagne a remporté le Championnat d'Europe de football des moins de 17 ans 2023 à Budapest en battant la France en finale grâce à une séance de tirs au but où l'Allemagne l'a emporté 5-4 après un match nul 0-0. Cette victoire marque la quatrième victoire de l'Allemagne dans cette compétition.
- 3 juin : 
  - Le Celtic Glasgow gagne au Hampden Park  de Glasgow la Coupe d'Écosse pour la 41e fois après s'être imposé face au Inverness CT sur le score de 3 buts à 1. Avec ce titre le Celtic FC réalise donc le triplé national (Championnat, Coupe nationale, Coupe de la Ligue dans la même saison).
  - Manchester City remporte au stade de Wembley la 142e édition de la Coupe d'Angleterre, après une finale qui a vu la victoire des Cityzens 2-1 lors du 190e derby de Manchester disputé face à Manchester United.
  - Finale de la ligue des champions féminine au Stade Philips à Eindhoven (Pays-Bas), les féminines du FC Barcelone l'emportent 3 à 2 face à l'équipe féminine du Vfl Wolfsbourg, ce qui leur permet d'être sacré championnes d'Europe pour la 2e fois de l'histoire après le sacre acquis en 2021.
- 4 juin : Finale aller de la Ligue des champions de la CAF au Stade international du Caire (Égypte), le club égyptien d'Al Ahly prend une petite option pour le titre en l'emportant 2-1 face aux Marocains du Wydad Athletic Club.
- 10 juin :
  - les Anglais de Manchester City sont sacré champion d'Europe au Stade olympique Atatürk d'Istanbul en gagnant 1 à 0 face aux Italiens de l'Inter Milan. City inscrit ainsi un triplé historique (championnat, coupe et Ligue des champions en une seule saison).
  - Après avoir assuré l'intérim Philippe Diallo est élu jusqu'à fin 2024 président de la Fédération Française de Football avec 91,26% des voix[24].
- 11 juin :
  - l'Uruguay a remporté la Coupe du monde de football des moins de 20 ans 2023 en battant l'Italie en finale grâce à un score de 1-0.
  - Finale retour de la Ligue des champions de la CAF au Stade Mohammed-V de Casablanca (Maroc), après un match nul 1-1 face au Wydad Athletic Club les égyptiens du Al Ahly Sporting Club sont sacré champion d'Afrique pour la 11e fois (un record) grâce à leur victoire lors du match aller (3-2 au cumul des deux matchs).
- Du 14 au 18 juin : Phase finale de la Ligue des nations de l'UEFA aux Pays-Bas.
- Du 15 au 18 juin : Phase finale de la Ligue des nations de la CONCACAF aux États-Unis.
- 18 juin :
  - L'équipe d'Espagne remporte à Rotterdam la Ligue des nations face à la Croatie, en gagnant la finale aux tirs au but (0 - 0, 5 - 4 t. a. b.).
  - Les États-Unis s'imposent à l'Allegiant Stadium de Paradise face au Canada sur le score de 2-0 ce qui leur permet de remporter la Ligue des nations de la CONCACAF.
- Du 21 juin au 8 juillet : 24e édition du Championnat d'Europe espoirs en Roumanie et en Géorgie.
- 22 juin : l'ASO Chlef remporte au Stade Miloud-Hadefi d'Oran la Coupe d'Algérie en battant après prolongation le CR Belouizdad sur un score de 2 buts à 1.
- Du 24 juin au 8 juillet : 4e édition de la Coupe d'Afrique des nations de football des moins de 23 ans au Maroc.
- 25 juin : à Zurich, la FIFA annonce que la Colombie accueillera la Coupe du monde féminine des moins de 20 ans 2024.

### Juillet
- Du 3 au 16 juillet : 70e édition du Championnat d'Europe de football des moins de 19 ans à Malte.
- 8 juillet : 
  - L'équipe d'Angleterre espoirs s'impose au Stade de Batoumi (Géorgie) sur le score 1-0 face à l'Espagne espoirs ce qui lui permet de remporter pour la 3e fois l'Euro espoirs.
  - Le Maroc a remporté la Coupe d'Afrique des nations de football des moins de 23 ans 2023 en battant l'Égypte en finale grâce à un score de 2-1.
- 16 juillet : 
  - Le Mexique bat en finale le Panama (1-0) au SoFi Stadium d'Inglewood ce qui permet aux Mexicains de glaner pour la 12e fois la Gold Cup.
  - L'Italie a remporté le Championnat d'Europe de football des moins de 19 ans 2023 en battant le Portugal en finale grâce à un score de 1-0. Cette victoire marque la quatrième victoire de l'Italie dans cette compétition.
- Du 20 juillet au 20 août : 9e édition de la Coupe du monde féminine en Australie et en Nouvelle-Zélande.
- 23 juillet : la 43e édition de la Supercoupe de Belgique s'est tenue au Bosuilstadion à Anvers, opposant Royal Antwerp FC et KV Malines. Après un match nul 1-1, Royal Antwerp FC a triomphé aux tirs au but, remportant la victoire 5-4.

### Août
- 6 août : la 101e édition du Community Shield s'est tenue au Stade de Wembley à Londres, opposant Arsenal FC et Manchester City. Après un match nul 1-1, Arsenal FC a triomphé aux tirs au but, remportant la victoire 4-1.
- 12 août : RB Leipzig remporte la Supercoupe d'Allemagne en battant le Bayern Munich à  l'Allianz Arena de Munich sur un score de 3 à 0.
- 13 août : 
  - le club surinamien du SV Robinhood remporte la 6e édition de la CONCACAF Caribbean Club Shield en battant le club martiniquais du Golden Lion de Saint-Joseph 5 à 1.
  - En poste depuis 2018  Roberto Mancini demissionne de son poste de sélectionneur de l'Italie[25].
- 16 août : 48e édition de la Supercoupe de l'UEFA au Stade Karaïskakis en Grèce. À la suite d'un match nul 1-1 après 120 minutes de jeu, Manchester City remporte le trophée grâce à une victoire 5-4 aux tirs au but face à Séville.
- 18 août : Luciano Spalletti prend le poste de sélectionneur de l'équipe d'Italie.
- 20 août : Finale de la Coupe du monde féminine au Stadium Australia à Sydney (Australie). L'équipe d'Espagne l'emporte 1-0 face à l'équipe d'Angleterre et est sacrée championne du monde pour la 1re fois de son histoire grâce à un but de Olga Carmona à la 23e minute. Aitana Bonmatí est élue meilleure joueuse de la compétition. Avec cinq buts inscrits, Hinata Miyazawa termine Soulier d'or.
- 24 août : le tirage au sort de la phase de groupes de la Ligue des champions asiatique pour la saison 2023-2024 a eu lieu à Kuala Lumpur.
- 27 août : L'Italien Roberto Mancini prend la tête de la sélection d'Arabie saoudite[26].
- 31 août : 
  - À Monaco, Erling Haaland a été nommé joueur de l'année de l'UEFA, devançant Lionel Messi et Kevin de Bruyne[27]. De même, Aitana Bonmatí a été nommée joueuse de l'année de l'UEFA, surpassant Sam Kerr et Olga Carmona[28]. L'entraîneur du moment, Josep Guardiola (Manchester City), a également été distingué en tant qu'entraîneur de l'année de l'UEFA, surpassant ses homologues Simone Inzaghi (Inter Milan) et Luciano Spalletti (Naples)[29]. Sarina Wiegman a également été honorée lors de la cérémonie de remise des prix de l'UEFA en tant qu'entraîneuse de l'équipe féminine de l'année UEFA 2022-23, la plaçant ainsi devant Jorge Vilda et Jonatan Giráldez[30].
  - Le tirage au sort de la phase de groupes de la Ligue des Champions pour la saison 2023-2024 s'est tenu à Monaco[31].

### Septembre
- 1er septembre : le tirage au sort des phases de groupes de la Ligue Europa et de la Ligue Europa Conférence[32] pour la saison 2023-2024 s'est déroulé à Monaco.
- 9 septembre : Finale de la NWSL Challenge Cup au WakeMed Soccer Park de Cary (États-Unis), les féminines du Courage de la Caroline du Nord remportent la compétition après s'être imposé face au Racing Louisville sur le score de 2-0.
- 10 septembre :
  - Les filles de l'Olympique lyonnais remportent la 3e édition du Trophée des championnes en battant le Paris Saint-Germain au Stade de l'Aube de Troyes sur le score de 2-0.
  - Le président de la Fédération royale espagnole de football Luis Rubiales démissionne après avoir embrassé de force la joueuse Jennifer Hermoso lors de la finale de la coupe du monde féminine de football[33].
- 24 septembre : 6e journée de Ligue 1, le Paris Saint-Germain remporte le 106e classique face à l'Olympique de Marseille sur le score de 4-0.
- 27 septembre : 
  - Au Caire le comité exécutif de la CAF désigne le Maroc comme pays hôte de la Coupe d'Afrique des Nations 2025 et choisi également de confier l'organisation de la CAN 2027 à la Tanzanie, le Kenya et l'Ouganda.
  - Finale de la Coupe des États-Unis de soccer au Drive Pink Stadium de Fort Lauderdale (Floride), le Dynamo de Houston s'impose 2-1 face à l'Inter Miami et gagne pour la 2e fois la compétition.

### Octobre
- 3 octobre : 2e journée de la phase de groupes de la Ligue des champions, le  RC Lens remporte au Stade Bollaert son premier match européen de la saison face à Arsenal sur le score de 2-1.
- 4 octobre : à Zurich, La FIFA a annoncé les pays hôtes pour la Coupe du Monde 2030. Les trois premiers matchs se dérouleront en Argentine, en Uruguay et au Paraguay, avec le match d'ouverture prévu en Uruguay. Le reste des matchs se tiendra au Maroc, en Espagne et au Portugal.
- Du 5 au 21 octobre : Copa Libertadores féminine à Bogota et Cali (Colombie).
- 9 octobre : la CAF a annoncé que la CHAN 2024 se tiendra au Kenya.
- 10 octobre :
  - à Nyon, l'UEFA a annoncé que l'Euro 2028 se déroulera au Royaume-Uni et en Irlande, tandis que l'Euro 2032 aura lieu en Italie et en Turquie.
  - L'international Belge Eden Hazard (126 sélections) prend sa retraite du football professionnel à 32 ans. Il aura notamment remporté deux Ligue Europa avec Chelsea une Ligue des champions de l'UEFA avec le Real Madrid et décroché une 3e place lors de la Coupe du monde de football 2018 avec la Belgique.
- 13 octobre :  7e journée des Éliminatoires de l'Euro 2024, l'Équipe de France a battu à Amsterdam les Pays-Bas sur le score de 2-1 dans le Groupe B leur assurant ainsi la qualification pour le tournoi. Lors de ce match Kylian Mbappé a inscrit un doublé, portant son total à 42 buts en Équipe de France. Il est désormais le quatrième meilleur buteur de l'histoire de l'équipe nationale, dépassant ainsi Michel Platini. Lors de cette soirée le Portugal valide également dans le Groupe J son billet pour le tournoi européen en l'emportant à l'Estádio do Dragão de Porto 3 à 2 face à la Slovaquie.
- 15 octobre : 8e journée des Éliminatoires de l'Euro 2024, dans le Groupe A l'Espagne assure sa place pour le championnat d'Europe des nations après s'être imposé à Oslo face à la Norvège sur le score de 1-0 grâce à un but de Gavi.
- 21 octobre : Finale de la Copa Libertadores féminine au Stade olympique Pascual-Guerrero à Cali (Colombie), le Corinthians féminin remporte la finale 100% brésilienne en s'imposant 1-0 face aux féminines de Palmeiras.
- 25 octobre : Début des séries éliminatoires de la Major League Soccer (MLS).
- 28 octobre : 
  - 11e journée de LaLiga, le FC Barcelone est battu à domicile sur le score de 2-1 face au Real Madrid lors du 255e Clásico grâce à un doublé de Jude Bellingham.
  - Finale de la Copa Sudamericana au Stade Domingo Burgueño à Maldonado (Uruguay), les Équatoriens du LDU Quito s'impose 4 à 3 au tirs au but suite à match nul (1-1) face au brésilien du Fortaleza Esporte Clube ce qui leur permet de remporter le titre pour la 2e fois.
- 29 octobre : 10e journée de Premier League, à domicile, Manchester City bat Manchester United sur le score de 3-0 lors du 191e Derby de Manchester.

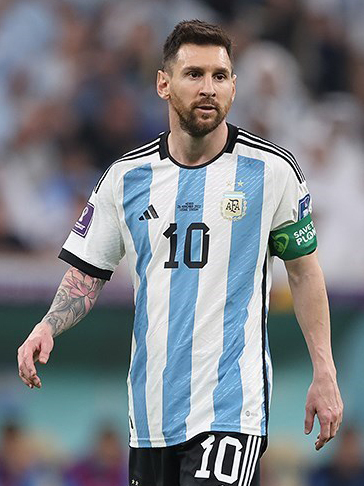
Lionel Messi, champion du monde et vainqueur du Ballon d'Or 2023.

- 30 octobre : cérémonie du Ballon d'Or 2023 au Théâtre du Châtelet à Paris, Lionel Messi remporte son 8e Ballon d'Or devant Erling Haaland et Kylian Mbappé. Aitana Bonmatí remporte le Ballon d'Or féminin devant Sam Kerr et Salma Paralluelo. Les autres trophées remis sont le trophée Kepa remporté par Jude Bellingham et le trophée Yachine remporté par Emiliano Martínez, le prix Sócrates revient quant à lui à Vinicius Júnior.
- 31 octobre : à la suite du retrait de l'Australie pour l'organisation de la Coupe du Monde 2034, l'Arabie Saoudite est désignée pays hôte de la compétition.

### Novembre
- 4 novembre : Finale de la Copa Libertadores au Stade Maracanã de Rio de Janeiro (Brésil), les Brésiliens de Fluminense FC gagne la compétition pour la 1er fois grâce à une victoire 2-1 après Prolongation face aux argentins du CA Boca Juniors.
- 14 novembre : Le Joueur du PSG Kylian Mbappé est élu joueur du mois d'octobre en Ligue 1[34].
- 18 novembre : 9e journée des Éliminatoires de l'Euro 2024, l'Équipe de France bat l'Équipe de Gibraltar a l'Allianz Riviera de Nice sur le score fleuve de 14-0, il s'agit de la plus large victoire de l'histoire de l'Équipe de France depuis le précédent record France-Azerbaïdjan (10-0) en 1995.

### Décembre
- 2 décembre : Tirage au sort de l'Euro 2024 à la Philarmonie de l'Elbe à Hambourg, l'Équipe de France tombe dans un groupe composé des Pays-Bas, de l'Autriche et du vainqueur de la voie A des barrages. Le tirage voit également en autre un groupe dites de la mort avec la présence de l'Espagne, la Croatie, l'Italie et de l'Albanie tous réunis au sein de la Poule B.
- 7 décembre : 38e  journée de Brasileiro Série A, Palmeiras et sacré Champion du Brésil pour la deuxième saison consécutive après un match nul 1-1 sur la pelouse de Cruzeiro. Dans le même temps Santos subit une nouvelle a domicile 2-1 face à Fortaleza, un résultat les condamnent à une relégation en Brasileiro Série B pour la première fois de leur histoire[35].
- 9 décembre : Finale de la Coupe de l'empereur au Stade national de Tokyo, a l'issue d'un match nul 0 à 0 au bout de 120 minutes de jeu le Kawasaki Frontale parvient a l'emporter 8 tirs au but à 7 face au Kashiwa Reysol. Grâce à ce titre Kawasaki se qualifie pour la Ligue des champions Élite de l'AFC 2024-2025.
- 11 décembre : Cérémonie des CAF Awards 2023, au palais des congrès de Marrakech. Le joueur nigérian Victor Osimhen est élu Joueur africain de l'année devant l'Égyptien Mohamed Salah et le Marocain Achraf Hakimi, qui complètent le podium. Lors de cette cérémonie, les autres prix sont remis à la Nigériane Asisat Oshoala en tant que meilleure joueuse africaine, Walid Regragui comme meilleur entraineur masculin d'Afrique et Desiree Ellis meilleure entraîneuse féminine. Le Marocain Yassine Bounou et la Nigériane Chiamaka Nnadozie reçoivent respectivement le prix du meilleur gardien et de la meilleure gardienne de l'année alors que Nesryne El Chad et Lamine Camara reçoivent les prix de meilleur jeune de l'année.
- 12 décembre : Déjà lauréat en octobre Kylian Mbappé est de nouveau élu joueur du mois de Novembre en Ligue 1[36].
- 17 décembre : 17e journée de Premier League,   Liverpool FC et Manchester United se retrouve dos à dos à Anfield après un match nul 0 à 0 lors du 212e Derby d'Angleterre.
- 22 décembre : Les anglais de Manchester City sont sacré Champion du monde des clubs au Stade Roi-Abdallah de Djeddah (Arabie Saoudite) après s'être imposé en finale 4 à 0 face au club brésilien de Fluminense.

## Champions continentaux masculin 2022-2023
- Afrique (CAF) : Al Ahly SC
- Asie (AFC) : Pas de LDC d'Asie en 2023 pour cause de changement de calendrier de la compétition qui devient interannuel (automne-printemps) au lieu d'un calendrier intra-annuel (printemps-automne).
- Amérique du Nord/Amérique centrale/Caraïbe (CONCACAF) : Club León
- Amérique du Sud (CONMEBOL) : Fluminense
- Europe (UEFA) : Manchester City
- Océanie (OFC) : Auckland City

## Principaux décès
- Just Fontaine, avant-centre français.
- Gianluca Vialli, attaquant puis entraîneur italien.
- Claude Simonet, dirigeant fédéral français.
- Modeste M'Bami, milieu défensif camerounais.
- Christian Atsu, ailier gauche ghanéen.
- Bobby Charlton, milieu offensif anglais.